# Ліберальний інтернаціоналізм
Ліберальний інтернаціоналізм — це доктрина зовнішньої політики, яка стверджує два основні положення: по-перше, що міжнародні організації повинні домагатися багатосторонніх угод між державами, які підтримують норми, що ґрунтуються на правилах, і просувають ліберальну демократію, і, по-друге, що ліберальні міжнародні. організації можуть втручатися у відносини інших країн задля досягнення ліберальних цілей. Останнє може містити гуманітарну допомогу та військове втручання. Цей погляд протиставляється ізоляціоністським, реалістичним чи доктрини невтручання. Ці критики характеризують його як ліберальний інтервенціонізм.

## Історія
Ліберальний інтернаціоналізм виник у ХІХ столітті. Серед видних мислителів були Лайонел Кертіс, Альфред Циммерн та Норман Енджелл.
Серед політиків ліберальний інтернаціоналізм вплинув на міністра закордонних справ та прем'єр-міністра Великобританії лорда Пальмерстона та отримав розвиток у другому десятилітті 20-го століття за президента США Вудро Вільсона. У цій формі він став відомий як вільсоніанство. Деніел Деудні та Джон Ікенберрі також пов'язують ліберальний інтернаціоналізм з ідеями зовнішньої політики, що просуваються Франкліном Д. Рузвельтом.Пол К. Макдональд пов'язав дипломатичні практики, розроблені на Гаазьких конференціях 1899 і 1907 років, як ключові репертуари подальшого ліберального інтернаціоналізму.

## Теорія
Метою ліберального інтернаціоналізму є досягнення глобальних структур у межах міжнародної системи, вкладених у просування ліберального світового порядку. Він передбачає поступову трансформацію світової політики від анархії до загальних інституцій та верховенства закону. Для цього заохочуються глобальна вільна торгівля, ліберальна економіка та ліберальні політичні системи. Крім того, ліберальні інтернаціоналі прагнуть заохочувати розвиток демократії у всьому світі. Коли її буде реалізовано, це призведе до «дивідендів світу», оскільки відносини між ліберальними державами характеризуються ненасильством, а відносини між демократіями характеризуються теорією демократичного світу.
Ліберальний інтернаціоналізм стверджує, що за допомогою багатосторонніх організацій, таких як Організація Об'єднаних Націй, можна уникнути найгірших проявів «політики сили» у відносинах між державами. Крім того, ліберальні інтернаціоналісти вважають, що найкращий спосіб поширення демократії — це рівне ставлення та співпраця з усіма державами, незалежно від того, чи вони є спочатку демократичними чи ні.
На думку Абрахамсена, ліберальний інтернаціоналізм надає середнім державам більше можливостей для просування своїх економічних, політичних інтересів та безпеки.